# Interkommunale
Als Interkommunale (frz. u. ndl. Intercommunale) wird in Belgien ein Zusammenschluss von Provinzen, Gemeinden und bzw. oder Privatunternehmen zur gemeinsamen Aufgabenbesorgung (Zweckverband) bezeichnet.

## Rechtliche Grundlage
Die rechtliche Grundlage ist Artikel 162 der belgischen Verfassung, in dem es heißt: „In Ausführung eines Gesetzes, das mit der in Artikel 4 letzter Absatz bestimmten Mehrheit angenommen wird, regelt das Dekret oder die in Artikel 134 erwähnte Regel, unter welchen Bedingungen und wie mehrere Provinzen, mehrere suprakommunale Körperschaften oder mehrere Gemeinden sich verständigen oder vereinigen dürfen.“
In der Wallonie wurden die Interkommunalen erstmals mit dem Dekret vom 5. Dezember 1996 geregelt (Belgisches Amtsblatt vom 7. Februar 1997), das mit dem Dekret vom 19. Juli 2006 (Belgisches Amtsblatt vom 23. August 2006) grundlegend geändert wurde. In Flandern wurden die rechtlichen Grundlagen erst mit dem Dekret vom 6. Juli 2001 gelegt (Belgisches Amtsblatt vom 31. Oktober 2001).

## Typen und Rechtsformen
Es gibt reine Interkommunalen, die zu 100 % im Besitz der Öffentlichen Hand sind, sowie gemischte Interkommunalen, an denen private Träger – meist Banken oder Handelskammern – beteiligt sind. Häufigste Rechtsform in der Wallonie ist die Genossenschaft mit beschränkter Haftung (Gen.mbH bzw. frz. Société coopérative à responsabilité limitée oder SCRL). Ebenso gibt es einige Vereinigungen ohne Gewinnerzielungsabsicht (VoG bzw. Association sans but lucratif ASBL), sehr selten dagegen ist die Aktiengesellschaft.

## Bereiche
Die Interkommunalen decken Bereiche wie beispielsweise Energieversorgung, Gesundheitswesen, Abfallwirtschaft, Finanzierung und Wirtschaftsförderung ab.

## Beispiele
- IDELUX
- ILvA (Intercommunale voor het Land van Aalst)
- OVV (Opera voor Vlaanderen)
- Sibelga
- Interkommunale für das Sozial- und Gesundheitswesen der Gemeinden Amel, Büllingen, Burg-Reuland, Bütgenbach und Sankt Vith